# Consejo del Idioma Polaco

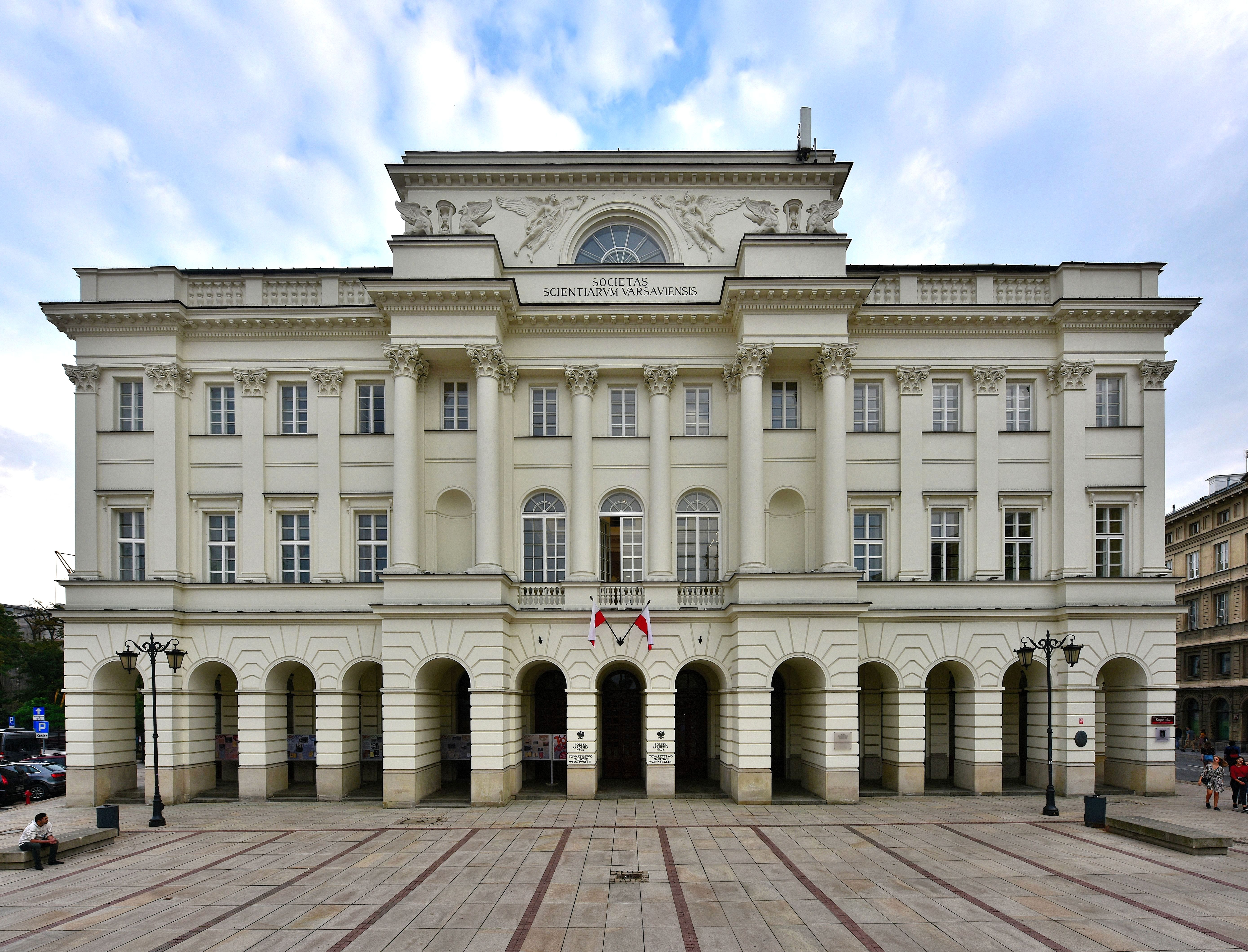
Sede del Consejo del Idioma Polaco, ubicada en Varsovia.

El Consejo del Idioma Polaco (en polaco: Rada Języka Polskiego) es el regulador oficial de dicha lengua. Se formó el 9 de septiembre de 1996 como organismo consultivo de la Academia Polaca de Ciencias. Está formado por 30 científicos, lingüistas y especialistas en otros campos como informática, derecho y física, entre otras disciplinas.
Sus funciones principales son:
- promover el aumento del conocimiento sobre el idioma polaco
- promover la difusión del idioma
- esclarecer las dudas del idioma
- establecimiento y control de la creación de nuevas palabras (fundamentalmente palabras científicas y técnicas)
- revisión de textos publicados por los medios de comunicación y por la administración pública
- cuidado del nivel de lenguaje conseguido por los escolares polacos

Entre sus miembros actuales destacan:
- Andrzej Blikle
- Jerzy Bralczyk
- Jan Miodek
- Tadeusz Konwicki